# سرية عبد الله بن أنيس
سَرِيَّةُ عبدُ اللّه بن أنيس هي أحد سرايا الرسول ، أرسل فيها الصحابي عبد الله بن أنيس إلى خالد بن سفيان بن نُبَيح الهذلي بِعرنة قتله عبد الله بن انيس وهو نائم . وتبعها بعام واحد حادثة الرجيع الذي انتقمت فيه هذيل لمقتله 

## أحداث السرية
بلغ رسول الله أن خالد بن سفيان بن نبيح الهذلي أحد زعماء مكة، وكان دارة بعرفة، قد جمع الجموع لاحتلال المدينة المنورة وقتل النبي، فبعث الرسول عبد الله بن أنيس ليقتله ، فقال عبد الله بن أنيس للرسول: يا رسول الله، انعته لي حتى أعرفه ( أوصفه لي )، فقال له النبي صلى الله عليه وسلم : «إذا رأيته وجدت له قشعريرة». 
قال: فخرجت متوشحاً سيفي حتى وقعتُ عليه وهو بعرنة مع ظعنٍ يرتادُ لهنّ منزلاً، وحين كان وقتُ العصر، فلمّا رأيتُهُ وجدتُ ما وصف لي رسول اللّه من القشعريرة، فأقبلتُ نحوَهُ وخشيتُ أن يكون بيني وبينه مجاولة تشغلني عن الصّلاة، فصلّيت وأنا أمشي نحوه أُومِئُ برأسي للركوع والسجود. فلما انتهيت إليه قال: من الرجل؟ قلت: رجل من العرب سمع بك وبجمعك لهذا الرجل، فجاءك لذلك. (أي جئت لأناصرك على الرسول) قال: أجل أنا في ذلك. قال: فمشيت معه شيئاً حتى نام ، حتى إذا أمكنني حملتُ عليه السيف حتى قتلته، ثم خرجتُ وتركتُ ظعائنه مُكبّاتٍ عليه،
فلما قدمت إلى رسول اللّه فرآني قال: «أفلح الوجه». قال: قلت: قتلته يا رسول اللّه. قال: «صدقت». قال: ثم قام معي رسول اللّه فدخل في بيته، فأعطاني عصا فقال: «أمسك هذه عندك يا عبد الله بن أنيس». قال: فخرجت بها على الناس فقالوا: ما هذه العصا؟ قال: قلت أعطانيها رسول اللّه وأمرني أن أُمسكها، قالوا: أَوَلا ترجِع إلى رسول اللّه فتسأله عن ذلك. قال: فرجعت إلى رسول الله فقلت: يا رسول الله لم أعطيتني هذه العصا؟ قال: «آيةٌ بيني وبينك يوم القيامة إنّ أقل الناس المتخصرون يومئذٍ». قال: فقَرَنَها عبد الله بسيفه فلم تزل معه، حتى إذا مات أمر بها فضُمَّت في كفنه، ثم دفنا جميعاً.

## قول ابن أنيس في الحادثة
قال عبد الله ابن أنيس في قتله لخالد بن سفيان بن نبيح الهذلي: